# Solya
Solya ist ein Verwaltungsbezirk (englisch Ward) des Distrikts Manyoni in der tansanischen Region Singida.

## Geografie
Solya ist ein Bezirk im nördlichen Zentralteil von Tansania etwa 15 Kilometer Luftlinie südöstlich der Distrikthauptstadt Manyoni. Bei der Volkszählung 2022 lebten 8084 Menschen in 2089 Haushalten auf einer Fläche von 178 Quadratkilometern.
Der Bezirk grenzt im Südwesten an den Distrikt Itigi und sonst an fünf Bezirke des Distrikts Manyoni:
|             | Saranda                                     | Makutopora |
| Muhalala    | Kompassrose, die auf Nachbargemeinden zeigt | Chikuyu    |
| Idodyandole | Sasajila                                    |            |

## Gliederung
Der Bezirk besteht aus drei Gemeinden (swahili Mtaa) mit 15 Orten (Kitongoji):
| Kilimatinde - Mabwenini - Hospitali - Kijiweni - Bondeni - Ilala | Solya - Kinangali - Ushola - Mabondeni - Msangalale | Sukamahela - Chiwondo - Mugabe - Ustawi - Hinjili - Jembee - Chikolasamu |

## Wirtschaft und Infrastruktur
- Bodenschätze: Im Bezirk befinden sich Goldlager, die jedoch derzeit nicht abgebaut werden (Stand 2020).[7]
- Bildung: Im Bezirk liegen zwei weiterführende Schulen.[8] Die Kilimatinde Secondary School ist eine staatliche Schule für Tages- und Internatsschüler mit einer Ausbildung bis zur 4. Stufe.[9] Die St. John’s Seminary Secondary School ist eine von der anglikanischen Kirche geführte Internatsschule, die ebenfalls bis zur 4. Stufe ausbildet.[10]
- Gesundheit: In der Gemeinde Kilimatinde befindet sich ein von der anglikanischen Kirche betriebenes Distriktkrankenhaus,[11] in Solya und Sukamahela gibt es je eine staatliche Apotheke.[12][13]
- Verkehr: Durch den Bezirk verläuft die asphaltierte Nationalstraße T3, die von Tabora nach Dodoma führt.[14]